# 過ぎ去りし恋
「過ぎ去りし恋」（すぎさりしこい）は1968年12月5日に発売されたザ・ゴールデン・カップスの楽曲である。

## 解説
- 作詞はケネス伊東、作曲はエディ藩である。グループ5枚目のシングルとして、前作の発売から3ヶ月後に発売された。作詞・作曲共にメンバーが自ら行い、ゴールデン・カップスオリジナルの雰囲気を演出した。
- B面は「午前3時のハプニング」（ルイズルイス加部 作詞・作曲）。
- 1968年7月、メンバーのケネス伊東がビザの関係で一時的に離れ、ミッキー吉野が加入した。同年10月、ケネス伊東が復帰したが、復帰以降のレコードのジャケット写真にはケネス伊東の姿は写っておらず、グループの活動に関しても表面的な活動ではなく、陰で支える形での活動となった。この前後の録音、発売であったためかオリコンチャートは最高順位が89位であり、前作に比べて低迷した。
- レコードジャケットに写るメンバーが着ている服はコシノジュンコがデザインしたもの。

## 収録曲
1. 過ぎ去りし恋(Goodbye My Love)　 
  - 作詞:ケネス伊東／作曲:エディ藩／編曲：村井邦彦
2. 午前3時のハプニング(Happening At 3 O'Clock A.M.)
  - 作詞:ルイズルイス加部／作曲:ルイズルイス加部／編曲：村井邦彦